# Astroburn
Astroburn — условно бесплатная программа для записи CD, DVD, HD DVD, а также Blu-ray дисков.
Astroburn обладает простым в использовании интерфейсом для работы с дисками, может создавать или записывать файлы образов или из образов оригинальных дисков, форматировать перезаписываемые диски, позволяет пользователям настраивать скорость записи, а также отображает полную карту записи и многое другое.
Astroburn Lite — бесплатная для персонального некоммерческого использования.

## Возможности
- Создание образов оригинальных дисков с данными в форматах *.mdx, *.mds, *.iso или аудиопроектами в формате *.ape (MP3, WAV, WMA, APE, FLAC).
- Создание, сохранение или запись данных.
- Запись дисков из образов.
- Импортировать данные из образов.
- Установка скорости записи.
- Мастеринг.
- Поддержка файловых систем для диска — ISO 9660, Joliet, UDF, Audio CD.
- Режим DAO, для записи аудиопроектов, с поддержкой текста и пауз.
- Поддержка любых типов носителей — CD-R/RW, DVD-R/RW, DVD+R/RW, BD-R/RE, HD DVD-R/RW и DVD-RAM (запись, копирование, форматирование).
- Создавайте CD и DVD-диски буквально несколькими кликами мышки.
- Верификация данных после записи.
- Консольное приложение AstroburnCmd.exe.
- Детальная информация о приводах.
- Поддержка практически всех устройств для записи оптических дисков.
- Простой и удобный интерфейс.
- Темы оформления.

## Недостатки
Закрытый исходный код, отсутствует эмулятор DVD оптического привода, не может обойти защиту диска.